# Albert Manent i Segimon

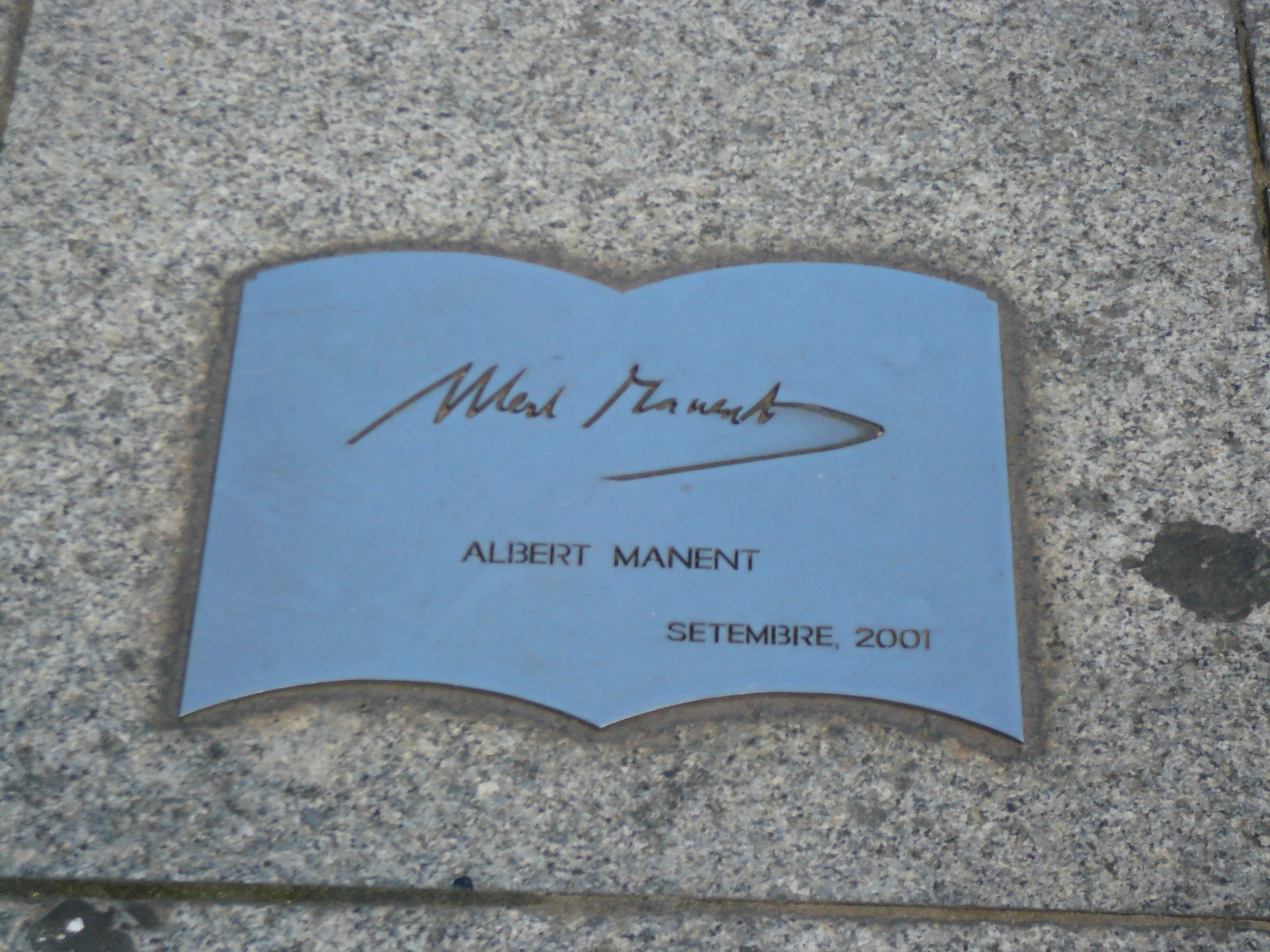
Placa amb la signatura d'Albert Manent al monument al llibre (Barcelona)

Albert Manent i Segimon (Premià de Dalt, el Maresme, 23 de setembre de 1930 – Barcelona, 14 d'abril de 2014) fou un escriptor català, fill de l'escriptor Marià Manent i de Josefina Segimon i Cisa. Net de l'advocat i polític Domènec Segimon Artells. Llicenciat en dret i en filologia catalana.

## Biografia
A la facultat de Dret conegué personatges com Josep Maria Ainaud de Lasarte i Ramon Folch i Camarasa. Ha destacat en el camp de la poesia, la narrativa i la història (incloent-hi celebrades biografies literàries, com la de Carles Riba, Josep Carner, Jaume Bofill i Mates (Guerau de Liost), J. V. Foix, Marià Manent i Tomàs Garcés). D'altra banda, va participar activament en la resistència catalanista contra Franco (també des de l'exili). El 1949 participa en la publicació d'una Antologia Poètica Universitària (150 exemplars) juntament amb Josep Maria Espinàs, Joan Raventós, Josep Maria Ainaud… Volien demostrar que hi havia una nova generació amb empenta. El text que encapçala l'antologia el 1950 és d'Albert Manent. També col·laborà a la revista Curial amb Joaquim Molas, Antoni Comas, Miquel Porter i Joan Ferran Cabestany. Aquells anys assistí a les classes de català que donava Joan Triadú a casa de Josep Maria Folch i Torres i participa en lectures poètiques a casa Sunyer. Més endavant, en democràcia, va treballar a l'Administració de la Generalitat de Catalunya amb càrrecs de responsabilitat i àdhuc com a assessor del president Jordi Pujol, a qui conegué durant els anys d'universitat, quan funcionava el FUC (Front Universitari Català).
Del 2000 al 2004 va ser director del Centre d'Història Contemporània i des de la seva fundació (1980) fins al 2010 va presidir la Societat d'Onomàstica; aquell any va ser substituït per Josep Maria Albaigès i Olivart. Va col·laborar amb diversos mitjans de la premsa escrita, especialment amb Serra d'Or, de la qual fou un dels fundadors. Va participar en el Diccionari d'història eclesiàstica de Catalunya, publicat el 1998, juntament amb Ramon Corts i Blay i Joan Galtés i Pujol.
La seva tasca ha comptat amb nombrosos reconeixements; per exemple, el títol de Mestre en Gai Saber, el premi Josep Pla (1987) per Solc de les hores, el premi Ramon Trias Fargas (per una biografia de Fèlix Millet publicada el 2003) o la publicació del llibre d'homenatge Records d'ahir i d'avui. Homenatge a Albert Manent i Segimon amb motiu dels 70 anys. El 2011 va rebre el 43è Premi d'Honor de les Lletres Catalanes que atorga Òmnium Cultural. El seu fons personal es conserva a l'Arxiu Nacional de Catalunya.
Tenia una estreta vinculació amb el poble de l'Aleixar, ja que passava llargues temporades al mas de la família materna, el mas de Segimon, situat en aquesta vila del Baix Camp.
En morir, en 2014, fou sebollit al Cementiri del Poblenou (Dep. II, tomba 277, panteó d'Isidre Quer), amb son pare.

## Obres

### Poesia
- 1949 Hoste del vent
- 1951 La nostra nit

### Assaig i crítica
- 1969 Literatura catalana en debat
- 1976 La literatura catalana a l'exili
- 1984 Escriptors i editors del Nou-cents
- 1984 L'Església clandestina a Catalunya durant la Guerra Civil (1936-1936) (amb Josep Raventós i Giralt)
- 1993 Retorn a abans-d'ahir
- 1997 Del Noucentisme a l'exili
- 2001 Tomàs Garcés, entre l'Avantguarda i el Noucentisme
- 2003 Llunari de noms i mots
- 2006 La guerra civil i la repressió del 1939 a 62 pobles del Camp de Tarragona
- 2008 La represa. Memòria personal, crònica d'una generació (1946-1956)
- 2010 Crònica política del Departament de Cultura, 1980-1988

### Biografies i dietaris
- 1963 Carles Riba; reeditada el 2017 amb el títol Carles Riba: Biografia i antologia poètica comentada, revisada i acompanyada d'una antologia de poemes de Riba seleccionats i comentats per Jaume Medina
- 1969 Josep Carner i el Noucentisme
- 1979 Jaume Bofill i Mates i Guerau de Liost
- 1986 El molí de l'ombra
- 1992 Diccionari dels catalans d'Amèrica
- 1993 J. V. Foix
- 1995 Marià Manent, biografia íntima i literària
- 2003 Fèlix Millet i Maristany: líder cristià, financer i mecenes catalanista

### Retrats i estudis literaris
- 1988 Solc de les hores: retrats d'escriptors i de polítics
- 1988 Bibliografia catalana dels anys més difícils (1939-1943)
- 1989 Bibliografia catalana: cap a la represa (1944-1946)
- 1990 Semblances contra l'oblit
- 1999 En un replà del meu temps

## Premis i reconeixements
- 1970 Serra d'Or d'assaig per Josep Carner i el Noucentisme
- 1987 Josep Pla per Solc de les hores: retrats d'escriptors i de polítics
- 1995 Ramon Llull per Marià Manent, biografia íntima i literària
- 2011 Premi d'Honor de les Lletres Catalanes pel conjunt de la seva trajectòria

## Fons personal
El seu fons personal, conservat a l'Arxiu Nacional de Catalunya, conté la documentació generada i rebuda per Manent; destaca, pel seu volum, la col·lecció d'impresos (fulls volanders, circulars, tríptics, programes, fullets) i de publicacions periòdiques (butlletins, revistes, catàlegs, diaris, etc.) reunides pel productor del fons relacionades amb la religió i l'Església a Catalunya, amb la defensa de la llengua i la cultura catalanes durant el període de la clandestinitat, amb la Universitat i amb la lluita obrera (forces socials i partits polítics). També conserva documentació personal i familiar (felicitacions, targetes personals, participacions diverses, etc.).